# Amphidesmus robustus
Amphidesmus robustus là một loài bọ cánh cứng trong họ Cerambycidae.